# كازو منابي
كازو منابي (باليابانية: 真部一男؛ بالكانا: まなべ かずお) هو لاعب شوغي ‏ ياباني، ولد في 16 فبراير 1952 في أراكاوا في اليابان، وتوفي في 24 نوفمبر 2007.